# Gaiasia
Gaiasia är ett släkte av utdöda ryggradsdjur som levde för 280 miljoner år sedan. Artepitet i det vetenskapliga namnet för typarten hedrar paleontologen Jennifer Clack.
Fossil av typarten Gaiasia jennyae upptäcktes i Gai-As-formationen i Namibia. Medlemmarna hade ett cirka 60 cm långt huvud och var uppskattningsvis lite längre än en människa. Kvarlevorna tyder på att släktets medlemmar var rovlevande. Huvudets form påminner i viss mån om en toalettstols lock. Enligt klimatmodeller som finns för regionen var levnadsområdet vid tidpunkten kalt och delvis istäckt. Gruppen som upptäckte fossilet betrakter det som den afrikanska motsvarigheten till familjen Colosteidae som levde vid Laurasien.